# Jordan Monroe
Jordan Monroe pseudonimo di Emily Ranheim (Denison, 14 aprile 1986) è una modella statunitense, di origini polacche.
È stata scelta come Playmate del mese per il numero di ottobre 2006 della rivista Playboy. Jordan studia attualmente presso l'Università Nebraska-Lincoln.